# Ernst Karl Friedrich Wunderlich
Ernst Karl Friedrich Wunderlich (1783 – 14 marzo 1816) è stato un filologo classico tedesco.
Era il padre dello studioso Agathon Wunderlich (1810-1878).
Studiò filologia classica presso l'Università di Gottinga, dove nel 1806 conseguì il dottorato. Nel 1808 fu nominato assessore presso l'università, dove poco dopo diventò professore associato. Uno dei suoi studenti più conosciuti a Gottinga fu il filologo Karl Lachmann (1793-1851). Wunderlich morì di angina pectoris poco più che trentenne.

## Opere
- Albii Tibulli carmina libri tres cum quarto libro Sulpiciae et aliorum (1806; rivisto postumo nel 1817 da Georg Ludolf Dissen 1784-1837).
- Observationes critica in Aeschyli tragoedias tragoediarumque reliquias (1809).
- Demosthenis Oratio per corona, Aeschinis in Ctesiphontem (1810, seconda edizione 1820).
- P. Vergilii Maronis opera in tironum — completamento dell'edizione di Christian Gottlob Heyne (1729-1812), pubblicato postumo da Friedrich Ernst Ruhkopf (1760-1821) - Hannover/Lipsia 1816.